# Borstenbärtlinge
Die Borstenbärtlinge (Gymnobucco) sind eine Gattung innerhalb der Familie der Afrikanischen Bartvögel. Es werden vier Arten zu dieser Gattung gezählt, die alle in Afrika beiderseits des Äquators vorkommen. Es handelt sich um bräunliche, unauffällig gefärbte Vögel. Die IUCN stuft alle Borstenbärtling-Arten als nicht gefährdet (least concern) ein.

## Erscheinungsbild
Borstenbärtlinge haben eine Flügellänge von etwa 8–10 Zentimetern. Der Schwanz ist mit 4–5 Zentimetern verhältnismäßig kurz. Die Schnabellänge beträgt etwa 2 Zentimeter. 
Der Trauerbartvogel ist die einzige Art, die ein befiedertes Gesicht aufweist. Bei den anderen Arten ist das Gesicht bis zu den gut sichtbaren Ohröffnungen weitgehend unbefiedert. Es sind lediglich einige einzeln stehende, haarartige Federn vorhanden. Alle vier Arten haben am Schnabelgrund borstenähnliche Federbüschel, die etwas nach vorne weisen. Der Rußbartvogel hat einen hellgrauen Nacken, eine hellgraue Kehle und ein hellgraues Kinn. Rußbartvogel, Borstenbartvogel und Glatzenbartvogel sind sich ansonsten sehr ähnlich, sie unterscheiden sich allerdings in der Schnabelfarbe. Sie kommen in vielen Gebieten außerdem sympatrisch vor und sind häufig miteinander vergesellschaftet, was eine sichere Bestimmung bei Feldbeobachtungen erschwert.

## Verbreitungsgebiet
Borstenbartvogel und Glatzenbartvogel kommen in den Tiefebenen Westafrikas vor. Ihr Verbreitungsgebiet reicht hier von Sierra Leone bis in den Norden von Angola. Der Rußbartvogel ist ein nicht häufiger Vogel der bewaldeten Regionen der DR Kongo und im Südwesten der Zentralafrikanischen Republik. Er ist gelegentlich mit dem Trauerbartvogel vergesellschaftet. Dessen Verbreitungsgebiet erstreckt sich vom Westen Kameruns über den Süden der Zentralafrikanischen Republik, den Süden des Sudan und den Westen Kenias bis nach Angola, die DR Kongo, Burundi und den Westen Tansanias.

## Lebensweise
Borstenbärtlinge sind waldbewohnende Arten, der Glatzenbartvogel kommt aber auch in Dörfern vor, die einen Baumbestand aufweisen. Das Nahrungsspektrum besteht aus Früchten und Insekten. Es sind Höhlenbrüter, die ihre Nisthöhlen selber zimmern und die häufig in Kolonien brüten. Beim Glatzenbartvogel wurden bereits 250 Nisthöhlen in einem einzigen, abgestorbenen Baum gezählt. Die Fortpflanzungsbiologie ist ansonsten weitgehend unerforscht.

## Arten
Die folgenden vier Arten werden zur Gattung der Borstenbärtlinge gezählt:
- Trauerbartvogel (Gymnobucco bonapartei)
- Glatzenbartvogel (Gymnobucco calvus)
- Borstenbartvogel oder Pelbartvogel (Gymnobucco peli)
- Rußbartvogel (Gymnobucco sladeni)

## Belege